# The Lennon Sisters
The Lennon Sisters is een Amerikaanse zanggroep bestaande uit vier zussen. Dianne (1 december 1939), Peggy (8 april 1941), Kathy (2 augustus 1943) en Janet Lennon (15 juni 1946). Ze zijn alle vier geboren in Los Angeles. Het originele viertal bestond uit de vier oudste van twaalf zussen in de familie. In 1992 ging Peggy met pensioen en kwam haar jongere zus Mimi voor haar in de plaats. Ook Dianne ("Dee Dee") ging met pensioen. De groep was een vaste gast in het wekelijkse tv-programma The Lawrence Welk Show. De huidige groep bestaat uit Mimi, Janet en Kathy. Jongere broers Kipp & Pat vormen de band Venice samen met hun neven Mark en Michael.

## Biografie
De Lennon Sisters debuteerden in The Lawrence Welk Show op kerstavond 1955, nadat hun schoolgenoot, Larry (de zoon van Lawrence Welk), hen onder de aandacht bij zijn vader had gebracht. Deze lag thuis ziek in bed toen zijn zoon de vier zussen mee naar huis nam om voor hem te zingen. Hij was zo onder de indruk dat hij ze meteen boekte voor de show van het komende weekend. Ze waren vaste gast in de show tot 1968. De groep had maar drie leden van 1960 tot 1964; oudste zus Dianne (ook wel Dee Dee genoemd) trouwde, verliet de groep, en kwam later weer terug. Peggy zong de hoge stem, Kathy de lage stem, en Janet en Dianne zongen de midden stem en de leads.
Hun eerste hit, Tonight you belong to me kwam in 1956 op nummer 15 in de Amerikaanse hitlijsten. In 1961 brachten ze de single, Sad movies (make me cry) uit. Deze single bereikte een nummer 1-notering op de Japanse hitlijsten.
In 1969 hadden de zussen hun eigen Variétéshow: Jimmy Durante Presents the Lennon Sisters Hour. Zes weken voordat de show zou beginnen (12 augustus), werd hun vader, William Lennon, vermoord door stalker Chet Young. De stalker was ervan overtuigd dat hij getrouwd was met Peggy en vond dat haar vader hierbij in de weg stond. Chet Young schoot William Lennon op de parkeerplaats van de Marina del Rey-golfbaan in Santa Monica, Los Angeles, neer. Twee maanden later pleegde hij met hetzelfde wapen zelfmoord. De zussen vonden een ongeopende brief. Jimmy Durante Presents The Lennon Sisters Hour heeft een seizoen gedraaid, waarna het werd gestopt door ABC.
In de jaren 70 traden de zussen regelmatig op in The Andy Williams Show. Ze toerden met Andy Williams door heel het land. Zo traden ze bijvoorbeeld op in Caesar's Palace in Las Vegas. Ook deden ze mee aan verschillende Amerikaanse spelshows zoals Family Feud, Tattletales en The Hollywood Squares. Van 1994 tot 2004 waren de zussen de hoofdact in het Welk Champagne Theater in Ozark, Missouri. Toen Peggy stopte in 1999, werd ze vervangen door haar jongere zus Mimi. Toen ook Dianne stopte in 2001, gingen ze met z'n drieën door.
Naast concerten geven, zijn Kathy en Janet Lennon inmiddels actief in de speelgoedmarkt. Ze ontwerpen en verkopen hun Best Pals-poppen. Ook hebben ze cd's opgenomen met kinderliedjes voor hun Best Pals-collectie.
De vier oorspronkelijke Lennon Sisters hebben een autobiografie geschreven, getiteld Same Song, Separate Voices. Deze kwam uit in 1985.

## Prijzen
In 2001 kwamen The Lennon Sisters in de Vocal Group Hall of Fame.